# Sisiyi Falls
Sisiyi Falls ist ein Wasserfall im Distrikt Bulambuli im Osten Ugandas.

## Geographie
Sisiyi Falls hat eine Fallhöhe von etwa 100 m eine steile Klippe hinunter. Der Wasserfall liegt am Fluss Simu, der von Südosten die Hänge des Mount Elgon herunterfließt und nach Nordwesten in ein Feuchtgebiet entwässert. Um den erloschenen Vulkan befindet sich der Mount-Elgon-Nationalpark. Nordöstlich befindet sich auch Sipi Falls, eine besonders bekannte Gruppe aus drei Wasserfällen.

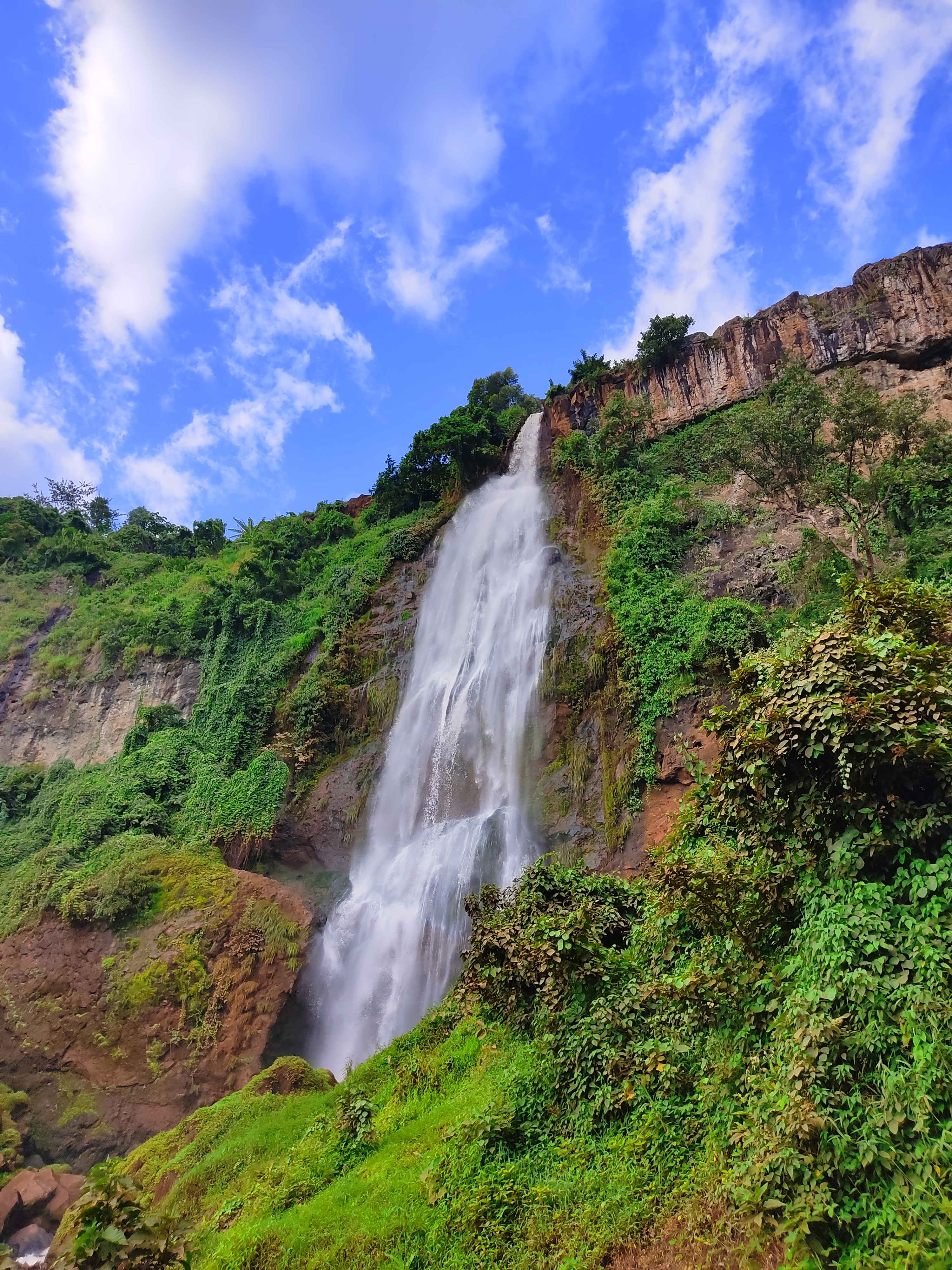
Sisiyi Falls von Nahem
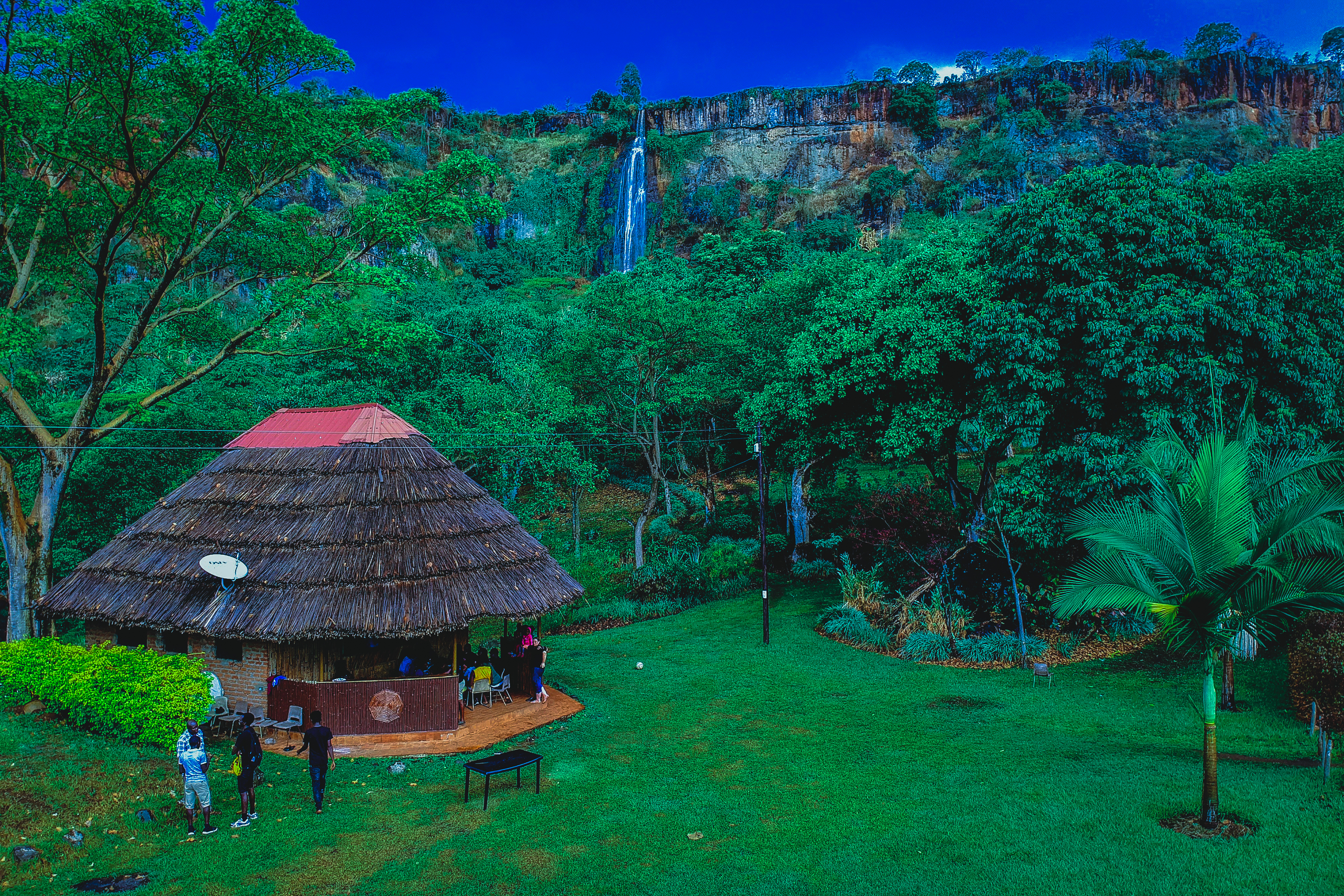
Besucher am Wasserfall